# Max Thomas Zarfl
Max Thomas Zarfl (geboren 20. April 1876 in Turrach, Österreich-Ungarn; gestorben 22. März 1938 in Wien) war ein österreichischer Pädiater.

## Leben
Max Thomas Zarfl studierte Medizin an der Universität Graz und wurde 1901 promoviert. Zarfl trat in den Dienst der niederösterreichischen Landesfindelanstalt. 1910 ging er als Abteilungsvorstand an das niederösterreichische Landeszentralkinderheim und wurde dort zum Primararzt befördert. Nebenher studierte er zwischen 1909 und 1913 an der Philosophischen Fakultät der Universität Wien und nahm dort Lehraufgaben wahr. Er hatte breite Interessen und wurde nicht nur Mitglied der Gesellschaft der Ärzte in Wien, der Gesellschaft für Innere Medizin und Kinderheilkunde und der Deutschen Gesellschaft für Kinderheilkunde und anderer medizinischer Gesellschaften, sondern auch der Anthropologischen, der Meteorologischen, der Geographischen und der Geologischen Gesellschaft in Wien.
Im Ersten Weltkrieg war Zarfl Leiter eines Filialspitals in Sarajewo und erhielt mehrere Kriegsdekorationen. Nach dem Krieg habilitierte er sich 1921 in Kinderheilkunde.
Er heiratete 1927 Gertrud Botstiber (1901–1970), eine Tochter des Zahnarztes Alois Botstiber und der Psychoanalytikerin Flora Kraus (1880–1958), sie hatten die Tochter Gertrud Gschmeidler-Helmer (1928–1986). Zarfl wurde Leiter des Zentralkinderheimes Wien und hatte seit 1937 einen Lehrauftrag als Dozent an der Universität. Er erhielt den Titel Hofrat.
Nach dem Anschluss Österreichs im März 1938 wurde Zarfl aus rassistischen Gründen aus der Liste der Mitglieder der Deutschen Gesellschaft für Kinderheilkunde gestrichen. Er starb kurze Zeit später. Die Veröffentlichung eines vom Nationalsozialisten Franz Hamburger aufgesetzten Nachrufes der Universität wurde von der Wiener Gauleitung der NSDAP untersagt, da Zarfl als „jüdisch versippt“ galt. Seiner Schwiegermutter Flora Kraus gelang die Flucht in die USA, seine Frau Gertrud Zarfl war zeitweise in Gestapo-Haft. Sie und seine Tochter Gertrud, die zu ihrem Schutz in Pflege gegeben wurde, überlebten die Judenverfolgung.

## Schriften (Auswahl)
- Infektiöse Erkrankungen der Mundhöhle beim Säugling. Heidelberg: Springer, 1925
- Die Neugeborenen und ihre Krankheiten : mit 2 Textabbildungen. Wien : Springer, 1931